# La Mosquée
Pour plus de détails, voir Fiche technique et Distribution.
La Mosquée (A Jamaâ) est un film franco-marocain réalisé par Daoud Aoulad-Syad, sorti en 2010.

## Synopsis
Pour le tournage de En attendant Pasolini, le dernier film de Daoud Aoulad-Syad, des décors avaient été construits sur des parcelles louées à des habitants du village. Une mosquée fut érigée sur le terrain de Moha, l’un des habitants. À la fin du tournage, l’équipe du film quitte le village, les habitants détruisent les décors sauf… la mosquée, devenue un lieu de culte pour les personnes habitant aux alentours. Un désastre pour Moha qui, sur ce lopin de terre, cultivait des légumes pour nourrir sa famille.

## Fiche technique
- Réalisation : Daoud Aoulad-Syad
- Production : Les Films du Sud, Chinguitty Films
- Scénario : Daoud Aoulad-Syad
- Image : Thierry Lebigre
- Montage : Nathalie Perrey
- Son : Jérôme Ayasse
- Musique : Aquallal/Zagora

## Distribution
- Abdelhadi Touhrach
- Bouchra Hraich
- Mustapha Tahtah
- Naceur Oujri
- Salem Dabella

## Distinctions
- Cinemed 2010
- Saint-Sébastien 2010
- Tetuan 2011